# Provinz Houaphan
Houaphan (Lao ຫົວພັນ, Thai หัวพัน), auch Huaphanh, ist eine Provinz (Khwaeng) im Nordosten von Laos.

## Geografie

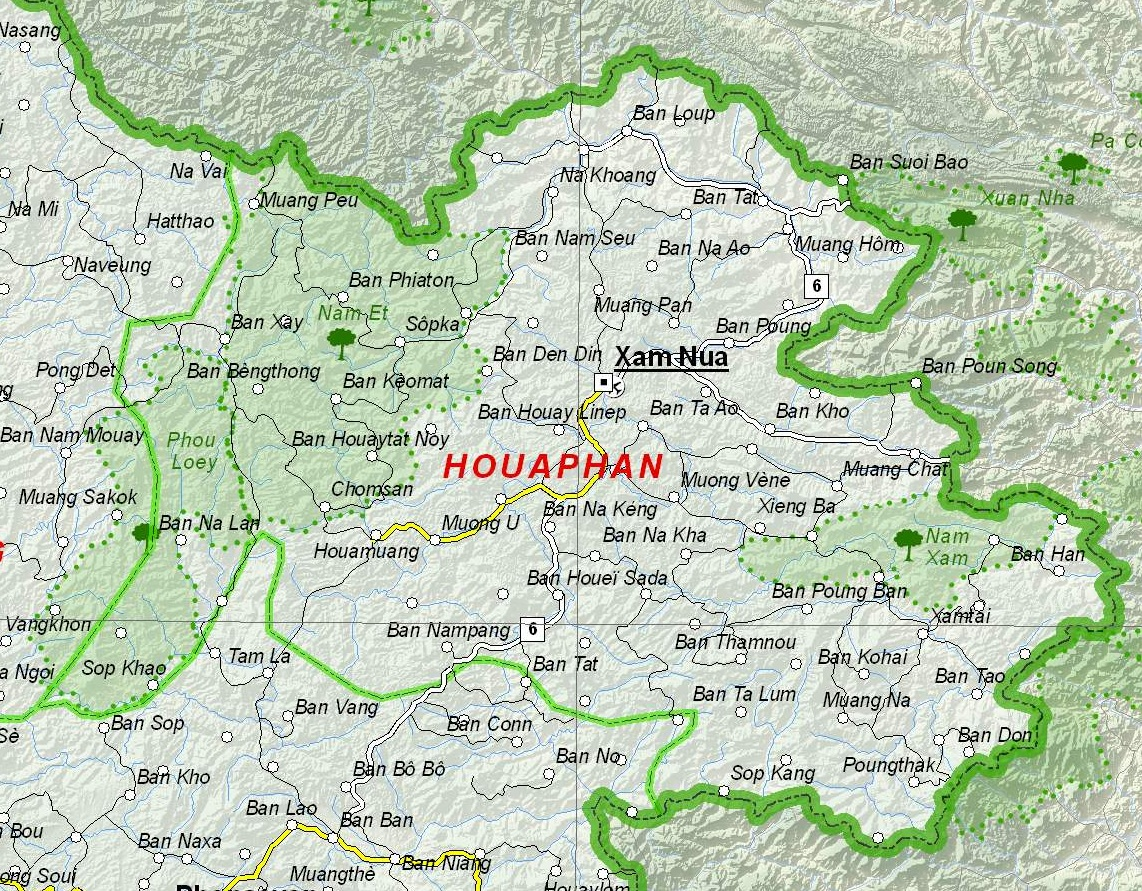
Übersichtskarte der Provinz

Houaphan wird im Norden, Osten und Südosten von Vietnam umschlossen. Im Südwesten grenzt sie an die laotische Provinz Xieng Khouang und im Westen an die Provinz Luang Prabang. Hauptstadt der Provinz ist die Stadt Sam Neua.

## Bevölkerung
Houaphan besitzt 311.000 Einwohner (Stand: 2020). 2000 waren es 246.000 Einwohner. Davon lebten 46.800 in der Hauptstadt Sam Neua und 32.800 in Vieng Xai.
Beim Zensus von 2015 betrug die Bevölkerung 289.393 Einwohner.
Insgesamt leben 22 ethnische Gruppen in der Provinz.
Da Houaphan halb von Vietnam umschlossen ist und die Verbindung nach Hanoi kürzer als nach Vientiane ist, ist der vietnamesische Einfluss recht groß.

## Geschichte
Den größten Teil der letzten 500 Jahre war das Gebiet der heutigen Provinz Houaphan ein Bündnis aus sechs Stammesfürstentümern (Müang) der Tai Nüa, das sich Hua Phan Thang Hok nannte. Im Laufe der Geschichte mussten diese zeitweise Tribut an Annam (heute Vietnam), an das Fürstentum der Phuan in Xieng Khouang, an die Konföderation Sip Song Chu Thai der „Weißen Tai“ und schließlich an das laotische Königreich Luang Prabang entrichten. In den 1880er-Jahren war es kurzzeitig unter siamesischer Vorherrschaft. 1891/93 kam es wieder zum Königreich Luang Prabang, das ab dieser Zeit unter französischem Protektorat war. Die von den Franzosen gebildete Provinz wurde ursprünglich, nach ihrer Hauptstadt, Sam Neua genannt.
Zwischen 1914 und 1916 rebellierten Chinesen und ansässige Berg-Tai unter Führung von Ho-Rebellen der früheren Bande der Schwarzen Flaggen, die bereits in den 1880er-Jahren den Norden von Laos und Vietnam verheert hatten. Sie töteten einen französischen Kolonialbeamten in Sam Neua, plünderten die Provinzkasse und nahmen größere Mengen Opiums und Waffen an sich. Hintergrund war, dass die Franzosen den Opium-Handel mit dem südchinesischen Yunnan unterbunden hatten, um ihr eigenes Monopol auf die Droge durchzusetzen. Die Berg-Tai und andere Minderheiten hatten sich aus Unmut über die hohe Steuerlast und Frondienste dem Aufstand angeschlossen. Die französischen Kolonialtruppen konnten den Aufstand schließlich niederschlagen und die Ho zurück nach China drängen.
Die Provinz war bereits im Ersten Indochinakrieg eine Hochburg der gegen die Franzosen kämpfenden, überwiegend kommunistischen Befreiungsbewegung Pathet Lao. Auf der Genfer Indochinakonferenz 1954 wurde sie, zusammen mit Phongsali den Pathet Lao zugesprochen, solange diese nicht an der nationalen Regierung beteiligt waren. Im Rahmen des Abkommens von Vientiane zwischen Pathet Lao und königlicher Regierung wurden sie dann in das Königreich Laos eingegliedert und in Provinz Houaphan umbenannt. Während des Zweiten Laotischen Bürgerkriegs (1963–1973) war die Provinz wiederum überwiegend unter Kontrolle der Pathet Lao und ihrer nordvietnamesischen Verbündeten. Der kleine Ort Vieng Xai, 24 km östlich der Provinzhauptstadt Sam Neua, war das Hauptquartier der Pathet Lao. Diese nutzten hier eine Reihe von tiefen Kalksteinhöhlen, um sich vor den Bombenangriffen der US-Luftwaffe zu schützen. Nach ihrer Machtübernahme 1975 richteten die Kommunisten hier Umerziehungslager für ihre politischen Gegner ein.

## Tourismus
Hauptanziehungspunkt der Provinz ist die Stadt Vieng Xai. Sie ist umrahmt von malerischen Bergen und höhlendurchsetzten Kalksteinfelsen. Während der Zeit des Indochinakrieges hatte die Pathet Lao hier ihr Hauptquartier und die Führungsriege nutzten etliche Höhlen als Wohnungen und Schutzräume. Diese können größtenteils besichtigt werden.

## Verwaltungseinheiten
Die Provinz besteht aus den folgenden Distrikten:
| Code  | Distrikt   | Lao     |
| ----- | ---------- | ------- |
|       |            |         |
| 07-01 | Xamneua    | ຊຳເໜືອ   |
| 07-02 | Xiengkhor  | ຊຽງຄໍ້    |
| 07-03 | Viengthong | ວຽງທອງ  |
| 07-04 | Vieng Xai  | ວຽງໄຊ   |
| 07-05 | Huameuang  | ຫົວເມືອງ  |
| 07-06 | Xamtay     | ຊຳໃຕ້    |
| 07-07 | Sop Bao    | ສົບເບົາ   |
| 07-08 | Et         | ເມືອງແອດ |